# テーブルジャンプ
テーブルジャンプは計算機プログラムの制御方式の一つである。テーブルジャンプに使用するテーブルをジャンプテーブルと呼ぶ。
ジャンプ命令を実行する際、ジャンプ先の番地（アドレス）を予め表の形でメモリに記憶させておき、それを参照してジャンプする方式。自己書き換えなどのテクニックと併用して使われる。複数の分岐先がある場合でも、短時間でジャンプが可能となる。
高級言語にもジャンプテーブルによる実装を考慮したものがあった。Pascalのcase文が変数に順序型のみを許容しているのが一例である。
Unix系オペレーティングシステムのダイナミックリンクライブラリは、ロードされるアドレスが固定されていない。このため一種のテーブルジャンプでライブラリ内のサブルーチンにジャンプするようになっている。実行プログラムをロードした当初、そのジャンプテーブルは全てローダー (loader) にジャンプするように設定されている。ローダーはジャンプに使用されたテーブルのエントリに対応するライブラリルーチンにジャンプするのだが、その際にジャンプテーブル自身を書き換えて次回のコールからは直接ライブラリルーチンにジャンプするように変更する。
カーネルモードで実行されるデバイスドライバやファイルシステムもテーブルジャンプを使用してカーネル本体とのインターフェイスを実装していることが多い。open()、close()、read()、write()といったシステムコールの処理は最終的に個別のドライバやファイルシステムのコードを呼び出す。しかし、いずれも種類が豊富であるし、カーネルにリンクして構成されない場合もあるため、直接呼び出すことはできず、テーブルジャンプで呼び出すようになっている。例えば、Unix系では仮想ファイルシステムが個別のファイルシステムのサブルーチンを登録するジャンプテーブルを管理する。ただし、この種の実装では単なる配列にアドレスを登録するのではなく、ドライバやファイルシステムの管理データ構造にジャンプテーブルが格納されている。従って、これはオブジェクト指向でいうカプセル化やポリモーフィズムに近い。